# Sainte-Croix-Vallée-Française
Sainte-Croix-Vallée-Française è un comune francese di 331 abitanti situato nel dipartimento della Lozère nella regione dell'Occitania.

## Società

### Evoluzione demografica
Abitanti censiti